# Hipercalvinismo
Hipercalvinismo é uma vertente da teologia calvinista, segundo a qual Deus predestinou tudo, em sentido absoluto, inclusive o Mal. Embora geralmente seja considerado como uma variante do calvinismo, seus críticos apontam diferenças significativas entre as crenças hipercalvinistas e o calvinismo tradicional.
O Hipercalvinismo é uma espécie de calvinismo mais conservador. Na sua perspectiva, Deus salva os eleitos por Sua Soberana Vontade, havendo pouca ou nenhuma contribuição humana para a salvação (como evangelismo, pregação e oração pelos pecadores e perdidos). Considera-se que o hipercalvinista supervaloriza a soberania de Deus em detrimento da corresponsabilidade do homem na obra da Salvação. Uma consequência comum do hipercalvinismo é a supressão de qualquer desejo de evangelizar os perdidos. A maioria das igrejas ou denominações que mantêm uma teologia hipercalvinista é marcada pelo fatalismo, frieza e falta de certeza da fé.

## História e conceitos
Peter Toon observa que o termo "hipercalvinismo" passou a ser geralmente usado no século XIX, embora as expressões "falso calvinismo" e "alto calvinismo" já fossem usadas no final do século XVII para definir as mesmas visões doutrinárias. "Alto calvinismo" por vezes tem sido usado como um sinônimo de hipercalvinismo, e, noutros momentos como um sinônimo para o calvinismo dos Cânones de Dort (1619). Embora a doutrina da expiação limitada seja ensinada nos Cânones de Dort, o termo "hipercalvinismo", em gerações anteriores, tem sido utilizado para definir quem rejeita a expiação como suficiente para toda a humanidade, ou abrangência total da morte de Jesus.

### Definições históricas
Em sua publicação a partir de 1825, George Croft definiu hipercalvinismo pela aceitação da Graça particular da morte de Cristo, e a negação da  Graça em geral. Ele também observa que hipercalvinistas eram geralmente ditos alto-calvinistas, por terem pontos de vista "mais altos" que os do calvinismo original, negando: (1) que a morte de Jesus foi "em qualquer aspecto" destinada à salvação de todos; (2) o convite da graça salvífica a todos, alegando que só deveriam ser convidados os "dispostos" antinomianistas radicais, desencorajando a santidade. Em Dicionário Protestante de 1904, Charles Neil definiu hipercalvinismo como uma visão que sustenta a expiação limitada e limita o âmbito de convites do evangelho aos eleitos. Noutras palavras, segundo o hipercalvinismo, "o Evangelho de Jesus Cristo não é para todos, mas, predeterminadamente, para alguns, apenas". Sob a óptica missionária, a confissão coloca séria limitação, inclusive quanto à responsabilidade solidária pelo próximo, já que apenas "alguns" estariam aptos e seriam dignos da salvação.

### Definições modernas
As definições modernas de hipercalvinismo geralmente distinguem-no do calvinismo em alguns pontos, tais como expiação limitada ou Lapsarianismo / Supralapsarianismo. Não há, contudo, unanimidade quanto à definição. Apesar das dificuldades conceituais, sua natureza bem restritiva, como se vê mais adiante, acaba por defini-lo.
Curt Daniel define hipercalvinismo como  "aquela escola do calvinismo supralapsariano  de cinco pontos que dá tanta importância à soberania de Deus, dando excessiva ênfase  à secreta [vontade de Deus] em relação à vontade revelada [de Deus] e à eternidade ao longo do tempo, que minimiza a responsabilidade do Homem, sobretudo no que diz respeito à negação da palavra "oferta" em relação à pregação do Evangelho de uma finita e limitada  expiação, assim minando o  dever universal dos pecadores de crerem piamente, com a certeza de que o Senhor Jesus Cristo morreu por eles." Daniel sugere que a diferença real entre "alto" e "hiper" calvinismo é a palavra "oferta"
Iain Murray adota uma abordagem diferente, colocando a ênfase na negação de um "comando universal para arrepender-se e crer" e a afirmação "de que temos apenas garante convidar para Cristo aqueles que estão conscientes do sentido do pecado e a necessidade."
Jim Ellis argumenta que "definir adequadamente o que constitui o erro fundamental do hipercalvinismo" é problemático, porque muitas definições de "borrar a distinção entre ele e os legítimos Calvinismo", e a maioria inclui uma aparente preconceito contra Cinco do Ponto de Calvinismo. Ellis continua a dizer que a hipercalvinismo "consiste em dois erros fundamentais: a negação do dever-fé e uma conseqüente negação da chamada universal do evangelho."
Phil Johnson, ministro cristão, estudioso e teólogo, crê que "parte da confusão sobre esse termo, sem dúvida, surge do uso do prefixo 'hiper'. [Com efeito,] 'hiper' não se refere, como muitos pensam, [apenas ou necessariamente] ao entusiasmo ou excitação. Em vez disso, seu significado básico é mais amplo do que apenas 'excessivo ou excessivamente', embora "hiperativo"  signifique 'excessivamente ativo' (observando que o prefixo grego huper- deriva da preposição huper, que significa 'sobre', 'além disso'). Assim, um hipercalvinista é aquele que ultrapassa e vai além dos limites que o calvinismo ensina (e, portanto, além dos limites que a própria Bíblia ensina), ou seja, é excessivo na aplicação das doutrinas. Isso se manifesta na ênfase excessiva de um aspecto do caráter de Deus em detrimento de outro. Hipercalvinistas acentuam a Soberania de Deus, mas não dão relevo ao Amor de Deus. Assim, colocam a Soberania de Deus em desacordo com o claro chamado bíblico para a responsabilidade humana. Podemos ver como isso é resolvido quando olhamos para uma definição concisa do termo. Baseado em extensa pesquisa sobre o assunto, o Pastor Phil Johnson define muito habilmente os hipercalvinistas usando definições alternativas. Para ele, hipercalvinista é aquele que:
- Nega que o chamado do Evangelho se aplique a todos que o ouvem OU
- Nega que a fé é o dever de todo pecador OU
- Nega que o Evangelho de Jesus Cristo seja para Salvação de todos e misericórdia para os não eleitos (ou nega que a oferta da misericórdia divina seja livre e universal) OU
- Nega que exista algo como "Graça comum, acessível e livre para todos" OU
- Nega que Deus tenha algum tipo de amor pelos não eleitos

Dos pontos doutrinários acima, segundo Johnson, usando a regra mútua de exclusão "OU", o enquadramento de uma pessoa em qualquer desses critérios pode qualificá-la como hipercalvinista. Como diz o Pastor Phil Johnson, "todas as cinco variedades de hipercalvinismo minam o evangelismo ou distorcem a mensagem do Evangelho".
Provavelmente, a característica mais distintiva de um hipercalvinista é a relutância em evangelizar, ou evangelizar sem estender um chamado para aceitar e crer no evangelho. O art. 33 da Lei de Fé do Evangelho Socorro Padrão e Sociedade de Socorro aos Pobres diz: "Portanto, para ministros nos dias de hoje tratar de pessoas não convertidas, ou indiscriminadamente todos em uma congregação mista, pedindo-lhes que se arrependam, creiam e recebam a Cristo, ou realizem quaisquer outros atos dependentes do novo poder criativo de o Espírito Santo, por um lado, implica o poder da criatura e, por outro lado, nega a doutrina da redenção especial". Em outras palavras, eles dizem que ordenar às pessoas que abandonem seus pecados e que se arrependam é ordená-los a fazer algo que eles são incapazes de fazer, e, por isso seria negar a doutrina da redenção particular.

## Adeptos confessionais
Algumas vezes, tem-se considerado que o termo "hipercalvinista" seja, em certos contextos, usado em conotação pejorativa. Jim Ellis sugere que "parece que, se alguém leva a sério sua posição teológica [cristã], deva, por isso, ser rotulado de hipercalvinista". Não obstante, entre as pessoas que têm sido descritas historicamente como hipercalvinistas, incluem-se: John Skepp (m. 1721), Lewis Wayman (m. 1764), John Brine (m. 1765) e John Gill (m. 1771).
David Engelsma ressalta que sua própria denominação, as Igrejas Protestantes Reformadas na América, tem sido rotulada como "hipercalvinista", em vista de sua rejeição da "oferta bem-intencionada do Evangelho". Engelsma contesta este rótulo, dizendo que o Hipercalvinismo é "a negação de que Deus, na pregação do Evangelho, chama todos que ouvem a pregação a se arrepender e crer... que a igreja chame a todos na pregação... que os não-regenerados têm o dever de se arrepender e crer".

## Diferenças do Calvinismo ortodoxo

### Doutrina hipercalvinista
As crenças que foram denominadas hipercalvinismo podem ser vistas em escritos históricos de numerosos ministros calvinistas e claramente nos Artigos Padrão de Fé do Evangelho (ver arts. 24, 26, 27, 28 e 29). O caráter hipercalvinista desses artigos formou-se, em parte, como uma reação ao "Amiraldismo" de homens como Richard Baxter. De acordo com J. I. Packer, Baxter "inventou uma rota eclética, intermediária entre as doutrinas reformadas, arminianas e romanas, acerca da Graça: interpretando o Reino de Deus em termos de idéias políticas contemporâneas, ele explicou a morte de Cristo como um ato de redenção universal (penal e vicária, mas não substitutivo, fazendo, portanto, distinção entre "substitutivo" e "vicário"...), em virtude do qual Deus fez uma nova lei, oferecendo perdão e anistia ao penitente. O arrependimento e a fé, sendo obediência a essa nova lei, constituem-se no direito e na justiça pessoal do crente à Salvação".

#### Artigos de Fé e declarações
- Negação da suficiência da Graça para expiação de todas as pessoas

Art. 28. declara uma rejeição da visão geral de redenção de Richard Baxter e uma negação de que há um resíduo de graça em Cristo para pessoas não eleitas, mesmo se elas somente a aceitarem. O pastor Batista Daniel Whitaker contestou o "Baxterianismo" e o definiu como o ensino de que Cristo morreu intencionalmente para os eleitos apenas, mas o suficiente para o resto. Ele acreditava que a visão baxteriana acolhia uma possível e provável salvação para os não-eleitos por meio da suficiência [salvífica] da morte de Cristo. John Stevens, também ministro Batista, afirmou que a expiação é "insuficiente" para salvar aqueles a quem Cristo nunca teve a intenção de salvar. Ele argumentou que Cristo nunca beneficiou qualquer pessoa "não-intencionalmente" e que seu valor meritório não deve ser dividido ou confundido.
- Negação da oferta indiscriminada do Evangelho a todas as pessoas

Art. 24. declara a confissão de que os convites do evangelho são apenas para pecadores sensatos que são informados de sua necessidade de Cristo. Art. 27. declara a negação de que os eleitos são sempre iluminados pelo Espírito Santo para receber a Graça. Art. 29. declara a confissão de que o Evangelho deve ser pregado em todo o mundo sem qualquer discriminação. O pastor Batista inglês John Gill negou que haja ofertas universais de Graça feitas a qualquer um, mas que Graça e a Salvação são publicadas e reveladas no Evangelho. O pastor Robert Hawker, da Igreja Anglicana inglesa, argumentou que "Jesus convidou apenas os cansados e sobrecarregados". Segundo ele, portanto, "convidar a todos está em contradição direta com as escrituras". Ele também argumentou que a tentativa de oferecer Cristo é "quase uma blasfêmia" e aqueles que fazem convites para atrair o mundo carnal à fé e ao arrependimento não conhecem as escrituras nem o poder de Deus.
- Negação do dever de fé

Art. 26. declara a confissão de que o homem natural não deve receber exortações ou deveres para "crer, arrepender-se espiritualmente e salvar-se".. Esse artigo tem sido objeto de controvérsia sobre sua verdadeira intenção. Em seu livro "Que Evangelho Padrão os Batistas Creem", J. H. Gosden esclarece que este artigo não se destina a minimizar o pecado de incredulidade. Ele entendeu esse artigo nega que o homem é obrigado a crer que  "cada indivíduo é ele mesmo", incluído na redenção de Cristo, e afirmou que o homem é "indesculpável na sua incredulidade" contra a palavra revelada de Deus e a sua obra. O pastor Batista William Styles, fundamentado em que o dever da fé combina o pacto das obras com o pacto da Graça, faz da fé uma obra da lei. W. Kitchen, fundamentado em revistas de Batistas reformados, disse que dever da fé implicaria um projeto universal na expiação, chamando todas as pessoas para o exercício de uma fé que lhes concede para acreditar que Jesus deu a si mesmo por eles.

### Doutrina calvinista ortodoxa
Enquanto o hipercalvinismo estabelece que a suficiência da expiação não vai além de sua eficiência, o calvinismo ortodoxo preceitua que Cristo sofreu suficentemente para o mundo inteiro, mas, eficientemente, apenas para os eleitos.

#### João Calvino: concepções
João Calvino negou que os pecados dos réprobos foram expiados, mas ele afirmou que Jesus Cristo morreu suficientemente para o mundo inteiro, mas eficientemente apenas para os eleitos. Ele afirmou que Jesus faz seu favor "comum a todos" e ofereceu "indiscriminadamente a todos", embora não "estendido a todos"; porque todos não o recebem. Ele também afirmou que é a sua incredulidade que impede qualquer um de receber o benefício da morte de Cristo. Com referência ao desejo de Deus em relação aos ímpios réprobos, Calvino condena a visão de Georgius, o siciliano, de que "Deus deseja que todos os homens sejam salvos" e continua dizendo "Segue-se, portanto, de acordo com o entendimento dele dessa passagem, que ou Deus está desapontado em Seus desejos, ou que todos os homens sem exceção devem ser salvos... e, se tal é o caso, por que Deus não ordenou que o Evangelho fosse pregado a todos os homens indiscriminadamente desde o princípio do mundo? Por que sofrem tantas gerações de homens a vagar por tantos séculos em toda a escuridão da morte?".

#### Confissões e catecismos
Os Cânones de Dort afirmam uma abundante suficiência na morte de Cristo, de "infinito valor, e valor" para o mundo inteiro. A palavra oferta ou oferta gratuita foi utilizada nos "Padrões de Westminster", e o Catecismo Maior de Westminster não deixa margem para dúvidas de que a expressão "Graça oferecida" é usada com referência a pessoas que "nunca veem verdadeiramente" a Cristo. Em sua obra "Perguntas & Respostas sobre o Catecismo Menor", de John Brown abordou e respondeu dúvidas referentes a livre oferta do Evangelho; ele argumentou que Deus ordena que cada pessoa que ouve o Evangelho para "receber a Cristo, sim, mas compartilhá-lo", pois o próprio Cristo oferece-se a si mesmo "totalmente, livremente, intensamente, e indefinidamente" a todas as pessoas que ouvem o Evangelho, "sem exceção", que esta oferta é para cada pessoa", como se Ele a tenha nomeado", para abraçar a oferta de Cristo é ser convencido de que "Cristo é a promessa para mim"..

## Oposição à doutrina hipercalvinista
Várias passagens da Bíblia Sagrada são apontadas como contrárias ao hipercalvinismo. A ponderação sobre essas citações bíblicas serem questão de controvérsia doutrinária acha-se em  William Styles, Andrew Fuller, Richard Baxter, , em "a Um Discurso a Respeito da Eleição e Reprovação", de Daniel Whitby, e em "A Natureza Especial da Fé em Cristo Considerada, de William Button. Arthur Pink escreveu um importante artigo ("Dever de Fé"), em defesa da doutrina de que a fé é o dever sagrado de toda pessoa que ouve o Evangelho.

### Provas escriturísticas contrárias

#### Evangelizar é para todos
- Mateus 23:37b[40]: "...Quantas vezes Eu quis reunir os teus filhos, como a galinha acolhe os seus pintinhos debaixo das suas asas, mas tu não o aceitaste!" Adam Clarke acreditava que aqui é evidente que havia pessoas que Jesus "desejava salvar e por elas daria seu sangue para salvar", mas pereceram porque não foram até Ele[41]. Richard Baxter referiu-se a essa escritura como ensinando que a causa de as pessoas perecerem não é "a falta de um sacrifício expiatório", mas "a falta de fé" para receber Cristo e Seus benefícios[42]. João Calvino raciocinou a partir desta escritura que Deus "chama todos os homens indiscriminadamente para a salvação", que ele "deseja reunir tudo para si mesmo", mas que Ele resgatará a quem quiser."[43]. John Gill entendeu que Cristo aqui expressa "Sua Vontade para seu [do povo de Jerusalém] bem temporal" para que eles pudessem ser reunidos sob o Ministério de Sua Palavra e reconhecê-l'O como O Messias, a fim de preservá-los da "ruína temporal" ameaçada em sua cidade. Ele conclui que essa escritura não prova que os homens resistam às operações da Graça de Deus, mas revela as "obstruções e desencorajamentos" que foram "lançados no caminho" de assistência ao Ministério de Sua Palavra[44].
- João 1:7b[45]: "...a fim de todos virem a crer n'Ele." Albert Barnes notou nessa escritura que João Batista e Jesus vieram para que "todos nós pudéssemos" crer em Jesus Cristo para Salvação[46]. João Calvino comentou aqui que João Batista veio preparar a igreja para Jesus Cristo, "convidando todos" a Ele[47]. John Gill argumentou que a fé aqui requerida não era para crer que Jesus morreria por eles, mas para reconhecê-l'O como Messias. Ele também argumentou que as almas que são sensibilizadas de sua perdição e "precisam de um Salvador" devem crer que Jesus morreu por elas e "ninguém mais."[48].
- João 3:16-17[49]: "...Porque Deus amou o mundo de tal maneira que deu o seu Filho Unigênito, para que todo aquele que nele crê não pereça, mas tenha a vida eterna. Portanto, Deus enviou o seu Filho ao mundo não para condenar o mundo, mas para que o mundo fosse salvo por meio dele.." Nessa escritura, Richard Baxter interpretou o mundo que Jesus veio salvar para ser dividido em crentes que serão eventualmente salvos e incrédulos que eventualmente serão condenados.[50] João Calvino declarou que a palavra "mundo" é repetida aqui para que nenhum homem se considere "totalmente excluído", se ele apenas "mantiver o caminho da fé."[51]. John Gill comentou aqui que o "mundo" está se referindo aos eleitos em geral e em particular ao povo de Deus entre os gentios[52].
- Romanos 3:22-23[53]: "...isto é, a justiça de Deus, por intermédio da fé em Jesus Cristo para todas as pessoas que crêem. Porquanto não há distinção. Porque todos pecaram e destituídos estão da glória de Deus..." Adam Clarke comentou aqui que todos os seres humanos são "igualmente impotentes e culpados" e, portanto, a "infinita misericórdia de Deus abraçou a todos"[54]. João Calvino declarou aqui que Cristo "é oferecido a todos" e se torna uma vantagem apenas para os crentes. Ele também comentou que o apóstolo Paulo aqui "incita a todos, sem exceção" a respeito da "necessidade de buscar a justiça em Cristo"[55]. John Gill entendeu que essas escrituras se referem a "não todos os homens", mas a pessoas que "creem em Cristo para a Salvação" e que não há espaço para qualquer pessoa "desesperar-se da Graça e Justiça de Cristo" por se considerarem a si mesmos os piores dos pecadores[56].
- Apocalipse 3:20[57]: "Eis que estou à porta e bato: se alguém ouvir a minha voz e abrir a porta, entrarei em sua casa e cearei com ele, e ele comigo." Albert Barnes argumentou que essa escritura é "aplicável a todas as pessoas" e é o método pelo qual Jesus busca entrar no coração de um pecador[58]. William Styles comentou que essa escritura não está se referindo às pessoas não convertidas, mas sim regeneradas da igreja em Laodiceia que estavam em "um estado baixo e morno", mostrando pouca consideração por Cristo. Ele entendeu que o propósito deste apelo é "não a salvação da punição do pecado", mas o alcance da comunhão com Cristo[59].

Escrituras Adicionais
- João 5:34[60]  e João 10:31[61], comentados por William Styles (Um Manual de Fé e Prática, pgs. 274 e 245[62]).

#### Dever da fé é necessário
- Salmo 2:12[60]: "Rendei ao Filho adoração sincera, para que não se ire e vos sobrevenha repentina destruição, pois a sua ira se acende depressa. Verdadeiramente felizes são todos os que nele depositam sua plena confiança". Andrew Fuller concluiu desta escritura que "os pecadores não convertidos são ordenados a crer em Cristo para a salvação" e que "crer em Cristo para a salvação é o seu dever"[63]. William Button entendeu a frase "Rendei ao Filho adoração sincera" como um dever de reverenciar a Cristo e a frase "Bem-aventurados são eles" para ser um encorajamento para aqueles que têm o privilégio de "acreditar nele para o perdão"[64].
- João 12:36[65]: "Enquanto vós tendes a luz, crede na luz, para vos tornardes filhos da luz.” E, terminando de falar, partiu e ocultou-se deles." Andrew Fuller afirmou que a crença que era exigida desses "incrédulos" teria "ajudado em sua salvação"[66] William Styles entendeu "acreditar na luz" para significar "receber meu testemunho sobre Mim e minha missão" e que o título "filhos da luz" significa "judeus cujas mentes foram informadas pelo ensinamento de Jesus" e não "espiritualmente". pessoas iluminadas"[67].
- 2 Coríntios 5:17-21[68]: "Portanto, se alguém está em Cristo, é nova criação; as coisas antigas já passaram, eis que tudo se fez novo! Tudo isso provém de Deus, que nos reconciliou consigo mesmo por intermédio de Cristo e nos outorgou o ministério da reconciliação. Pois Deus estava em Cristo reconciliando consigo mesmo o mundo, não levando em conta as transgressões dos seres humanos, e nos encarregou da mensagem da reconciliação. Portanto, somos embaixadores de Cristo, como se Deus vos encorajasse por nosso intermédio. Assim, vos suplicamos em nome de Cristo que vos reconcilieis com Deus. Deus fez daquele que não tinha pecado algum a oferta por todos os nossos pecados, a fim de que nele nos tornássemos justiça de Deus." Andrew Fuller  argumentou que essa escritura é falada a "sujeitos rebeldes" e não "submeter-se" a essa misericórdia é manter "a guerra".[69]. Albert Barnes, sobre esta escritura, afirmou que "os ministros da reconciliação" devem "exortar este dever aos seus semelhantes"[70]. João Calvino comentou aqui que a frase "reconciliam-se" é dirigida aos crentes como uma embaixada diária "soada na Igreja"[71]. John Gill comentou sobre isso a escritura como referindo-se a "novas criaturas" pelas quais Cristo morreu[72].
- 2 Tessalonicenses 1:8[73]: "Ele punirá os que não conhecem a Deus e os que não são submissos ao Evangelho de nosso Senhor Jesus".
- 1 João 3:23[74]: "Ora, e este é o seu mandamento: que creiamos no Nome de seu Filho Jesus Cristo e nos amemos uns aos outros, assim como Ele nos ordenou".

Escrituras Adicionais
- Isaías 55:6-7[75]: é dirigida por William Button (A Natureza Especial da Fé em Cristo Considerada, pg. 30).
- Atos 16:30-31[76]: é dirigido por John Gill (A Causa de Deus e da Verdade, pg. 574).

## Suporte para a doutrina hipercalvinista
Várias passagens da Bíblia são invocadas como apoio a doutrinas hipercalvinismo. Se tais citações das escrituras apoiam, de fato, ou não essas doutrinas é uma questão  controversa, o que pode ser visto em  William Styles, , John Gill,   Richard Baxter,  Andrew Fuller   Daniel Whitby  e em William Button.

### Provas escriturísticas apoiadoras

#### Evangelizar é só para alguns
- Isaías 55:1[83]: "“Ah! Todos que tendes sede, vinde às águas cristalinas. E vós, os que não tendes dinheiro nem recursos, vinde agora, comprai e comei! Vinde, adquire vinho e leite sem pagamento e sem custo!"  John Gill ensinou que as pessoas aqui sob a descrição de "sedentas" são pessoas espirituais "sedentas do perdão dos pecados pelo sangue de Cristo", e [apenas] para tais é o convite do evangelho dado[84] Andrew Fuller acreditava que "sede" aqui não significa "desejo santo após bênçãos espirituais", mas sim um "desejo natural de felicidade" que Deus coloca em cada seio[85].
- Mateus 11:25-28[86]: "Naquela ocasião, em resposta, Jesus proclamou: 'Graças te dou, ó Pai, Senhor dos céus e da terra, pois escondeste estas coisas dos sábios e cultos, e as revelaste aos pequeninos. Amém, ó Pai, pois assim foi do teu agrado! Todas as coisas me foram entregues por meu Pai. Ninguém conhece o Filho senão o Pai; e ninguém conhece o Pai a não ser o Filho, e aquele a quem o Filho o desejar revelar. Vinde a mim todos os que estais cansados de carregar suas pesadas cargas, e Eu vos darei descanso. Tomai vosso lugar em minha canga e aprendei de mim, porque sou amável e humilde de coração, e assim achareis descanso para as vossas almas. Pois meu jugo é bom e minha carga é leve'."  John Gill argumentou a partir desta escritura que as pessoas convidadas aqui não são "todos os indivíduos da humanidade", mas aqueles que são "sobrecarregados com a culpa do pecado em suas consciências"[87]. João Calvino comentou aqui que "seria em vão" para Cristo convidar aqueles que são "devotados ao mundo" ou aqueles que estão "intoxicados com sua própria justiça". Nesse versículo, ele também afirmou que Cristo está "pronto para revelar o Pai a todos", embora a maior parte seja negligente em vir até ele[88].
- Marcos 2:15-17[89]: "Aconteceu que, em casa de Levi, publicanos e pessoas de má fama, que eram numerosas e seguiam Jesus, estavam à mesa com Ele e seus discípulos. Quando os mestres da lei que eram fariseus o viram comendo com os publicanos e outras pessoas mal afamadas, perguntaram aos discípulos de Jesus: 'Por que Ele se alimenta na companhia de publicanos e pecadores?' Ao ouvir tal juízo, Jesus lhes ponderou: 'Não são os que têm saúde que necessitam de médico, mas, sim, os enfermos. Eu não vim para convocar justos, mas sim pecadores'".  John Gill observou aqui que Cristo "assistiu a um, e não ao outro". Ele também afirmou que essa escritura se refere à "utilidade de Cristo para um tipo e não para outro"[90].
- Lucas 4:18[91]: "“O Espírito do Senhor está sobre mim, porque me ungiu para pregar o Evangelho aos pobres. Ele me enviou para proclamar a libertação dos aprisionados e a recuperação da vista aos cegos; para restituir a liberdade aos oprimidos".
- Apocalipse 22:17[92]: "O Espírito e a Noiva proclamam: “Vem!” E todo aquele que ouvir responda: “Vem!” Quem sentir sede venha, e todos quantos desejarem, venham e recebam de graça a água da vida!

#### Dever da fé é dispensável
- Romanos 4:13[93]: "Porquanto, não foi pela Lei que Abraão, ou sua descendência, recebeu a promessa de que ele havia de ser o herdeiro do mundo; ao contrário, foi pela justiça da fé."  O  pastor Batista Job Hupton concluiu a partir desta escritura que "a herança eterna" não é pela "lei e seu dever", mas pelo "evangelho e suas promessas"[94].
- Romanos 4:16[95]: "Por esse motivo, a promessa procede da fé, para que seja de acordo com a graça, a fim de que a promessa seja garantida a toda a descendência de Abraão, não somente a que é da Lei, mas igualmente a que é da fé que Abraão teve. Ele, portanto, é o pai de todos nós!" William Button argumentou aqui que "se a fé é um dever (e, portanto, um trabalho ) "o apóstolo Paulo deveria ter dito" É pela fé que pode ser pelas obras ". Ele concluiu que há uma "beleza" aqui nas palavras dos apóstolos, porque a fé é antes uma "bênção da aliança da graça" e um "fruto da graça eletiva"[96].
- Gálatas 3:11-12[97]: "É, portanto, evidente que diante de Deus ninguém é capaz de ser justificado pela Lei, pois 'o justo viverá pela fé'. A Lei não é fundamentada na fé; ao contrário, 'quem praticar esses mandamentos, por eles viverá'"  O ministro Batista William de Gales Horne afirmou a partir desta escritura que, porque a fé é uma graça do Espírito, não é, portanto, um dever da lei. Ele também argumentou que a fé não é "um dever que Deus requer de seu povo", mas sim "uma graça que ele lhes dá"[98].
- Efésios 2:8-9[99]: "Porquanto, pela graça sois salvos, por meio da fé, e isto não vem de vós, é dom de Deus; 9não vem por intermédio das obras, a fim de que ninguém venha a se orgulhar por esse motivo."  O ministro Batista inglês John Foreman argumentou aqui que sua fé não era um "dever produzido de si" ou de um "requerimento divino", pois Deus determinou que seu dom não "fosse de obras e, portanto, não de dever"[100].
- 2 Timóteo 1:9 "Pois Ele nos salvou e nos chamou com uma santa vocação, não em virtude das nossas obras, mas em função da sua própria determinação e graça. Esta graça nos foi outorgada em Cristo Jesus desde os tempos eternos".  John Foreman raciocinou a partir desta escritura que a graça é "soberana e particular apenas" e que aqui é a razão pela qual todos os homens não são chamados e salvos pelo propósito e graça de Deus dados antes do mundo começar. À luz disso, ele argumentou contra a visão de que as pessoas são "condenadas por não virem" a Cristo para a salvação[101].

### Históricas
- Energia divina por John Skepp (1675-1721)
- A Causa de Deus e da Verdade por John Gill (1738)
- Uma Refutação dos Princípios Arminianos "A Questão Moderna sobre o Arrependimento E a Fé Examinou" por John Brine (1753)
- A excomunhão E O Dever de Todos os Homens a Crer, Pesava na Balança. por William Huntington (1745-1813)
- O Evangelho Digno de Toda a Aceitação por Andrew Fuller (1785)
- A Natureza da Fé em Cristo Considerada - Uma Resposta a Andrew Fuller por William Button (1785)
- O Verdadeiro Evangelho Não é Sim e Não Evangelho por Robert Hawker (1753-1827)
- Uma Defesa da Redenção Particular (A Expiação de Cristo e Andrew Fuller) por William Rushton (1831)
- Oferecer O Evangelho por William Tantes (1837)
- Especial de Resgate de uma Resposta a Andrew Fuller por John Steven (1841)
- A luz lançada sobre os quatro Evangelhos por William Odling (1851)
- Dever de Fé por John Foreman (1860)
- Dever de fé por G. Rogers, a partir de "A Espada e a Espátula" [revista por Charles Haddon Spurgeon] (1866)
- Dever de Fé nas Várias Relações por W. Cozinha da "Voz da Verdade" [Revista Batista Estrita revista] (1867)
- Dever de Fé Examinado por William Styles (1897)

### Modernas
- A Necessidade e a Justificação para a Livre Oferta do Evangelho Do Tabernáculo Metropolitano
- Monergism: Hyper Calvinismo uma coleção de artigos sobre o assunto a partir de Monergism.com
- Uma cartilha sobre o Hipercalvinismo - escrito por Phillip R. Johnson, a partir de uma perspectiva Calvinista.
- O Surgimento do Hipercalvinismo em inglês Inconformismo, 1689-1765 por Peter Toon.
- A História e a Teologia do Calvinismo de autoria do Dr. Curt Daniel.
- A história do inglês Calvinista Batistas 1771-1892: de John Gill C. H. Spurgeon Revisão pelo Historiador George Ella
- Dez Argumentos Contra o Dever, a Fé por Peter Meney
- Hipercalvinismo É Verdade? por Stanley C. Phillips